# Delessit

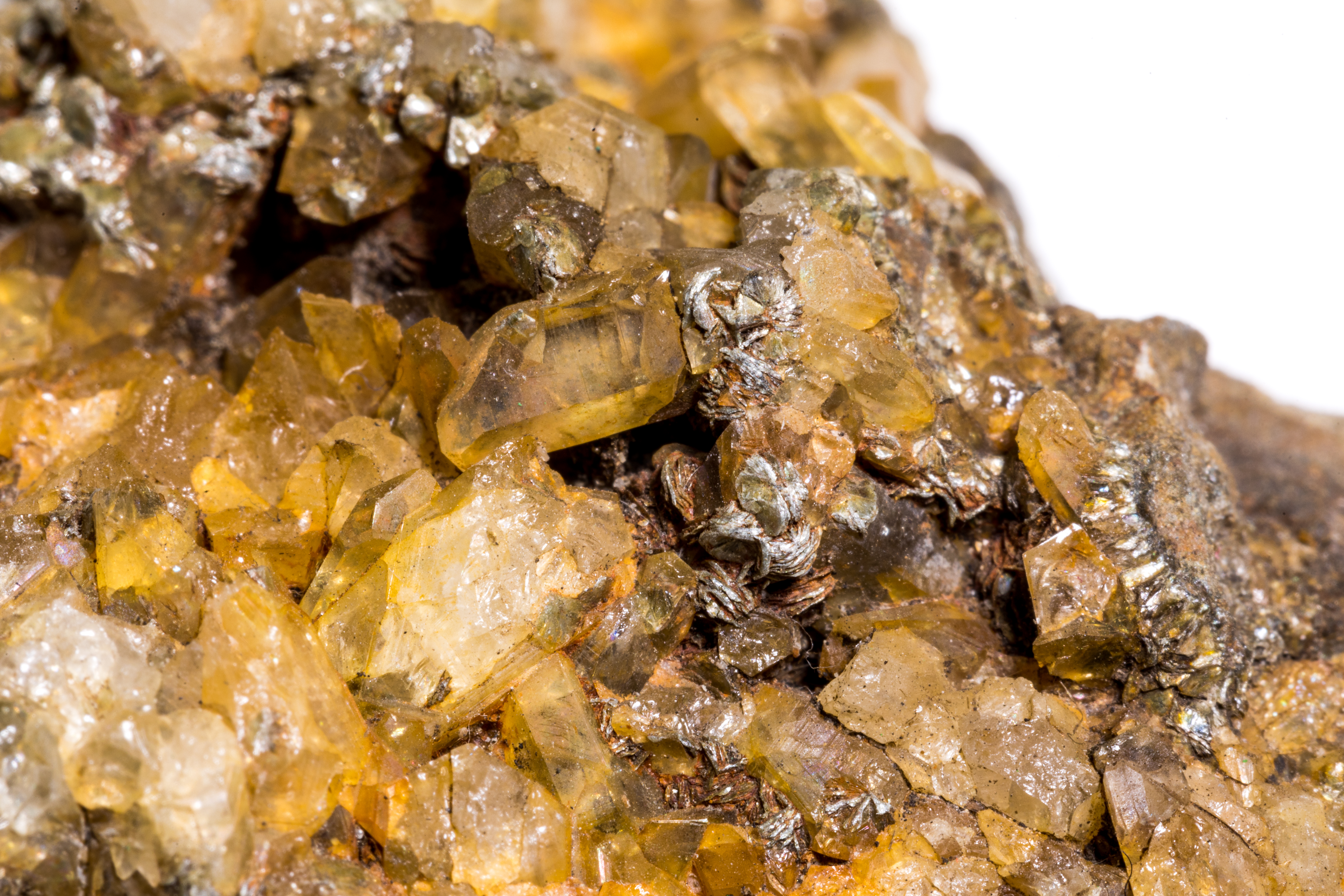
Delessit (dunkles, schuppiges Aggregat; rechte Bildhälfte) aus Buntenbock, Clausthal-Zellerfeld, Harz, Niedersachsen

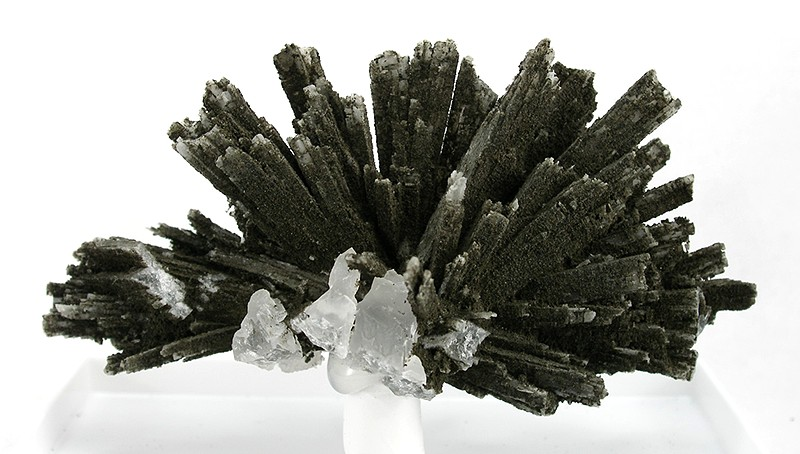
Pseudomorphose von Quarz nach Laumontit, überzogen mit einer Kruste aus Delessit

Delessit gilt entweder als magnesiumreiche Varietät des Minerals Chamosit oder als eisenreiche Varietät des Minerals Klinochlor aus der Gruppe der Chlorite. Er besteht aus einem wasserhaltigen Doppelsilikat von Magnesiumoxid, Eisen(II)-oxid, Tonerde und Eisen(III)-oxid. Seine Mischformel wird mit (Mg,Fe,Fe,Al)(Si,Al)4O10(O,OH)8 angegeben. 
Erstmals beschrieben wurde Delessit 1850 durch Carl Friedrich Naumann, der die Varietät nach dem Mineralogen und Geologen Achille Ernest Oscar Joseph Delesse benannte.
Delessit findet sich mikrokristallin in schuppigen und kurzfaserigen Aggregaten, die in den sogenannten Melaphyren oder Mandelstein-Melaphyren des Rotliegenden teils nur die oliv- bis schwärzlich-grünen Krusten von anderen Mandeln und Drusen bilden. 